# Brouchy
Brouchy ist eine französische Gemeinde mit 482 Einwohnern (Stand 1. Januar 2022) im Département Somme in der Region Hauts-de-France im Norden von Frankreich. Die Gemeinde gehört zum Kanton Ham und ist Teil des Gemeindeverbandes Est de la Somme.

## Geographie
Brouchy liegt südöstlich von Ham am Bach Beine. Ortsteile sind die Cité André Wartin und Aubigny.

## Einwohner
| 1962 | 1968 | 1975 | 1982 | 1990 | 1999 | 2006 |
| ---- | ---- | ---- | ---- | ---- | ---- | ---- |
| 559  | 612  | 618  | 634  | 635  | 578  | 588  |

## Verwaltung
Bürgermeister (Maire) ist seit 2008 Marc Barbier.